# アイルランガ王
アイルランガ（エルランガ）王（―おう, Airlangga / Erlangga, 991年 - 1049年）は、インドネシア、ジャワ島に繁栄したクディリ王国（イサナ朝）の君主（在位：1019年 - 1049年）で、初代ムブ・シンドク王の孫、マクタワンサ・ワルダナの娘のマヘンドラダッタとバリ王ウダヤナの間に生まれた。義父ダルマヴァンシャ王（在位：991年 - 1016年）が彼の結婚式に、地方領主の一人ウラウリ王の反乱によって殺害されたことを機にイサナ朝の王国再建と東部ジャワの再統一を志すことになる。

## 生涯
アイルランガとダルマヴァンシャの娘であるその后は命からがら難を逃れて、1019年、イサナ王朝を継ぐ者として王位に就いたが、彼の勢力範囲は、プランタス川河口付近とバスルハン付近に限られるせまいものであった。体制をたてなおして彼の義父の王国を再建する事業にとりかかることができたのは、1028年からであった。1025年にシュリーヴィジャヤが南インドのチョーラ朝に屈服させられた後であるのも何か関係があるのかもしれない。
1030年、苦闘の末、ウラタン王ヴィシュヌプラバワとハシンの王を破り、翌年には、ウンケル王ハヌダを屈服させた。1032年にウラウリ王を破り、南部のトゥルンアグン周辺を治めていた女王と戦い、一時的には王都ウワタン・マスを攻撃され、アイルランガ自身が避難するほどの苦しい戦いであったが、勝利をおさめた。しかし、1035年からウンケル王ヴィジャヤワルマとの数度にわたる戦いをしなければならなかった。アイルランガはこれにも勝利し、1037年にヴィジャヤワルマ自身も従者に殺されて、一連の「国土回復戦争」は終結した。そして王都をカフリパンに遷した。この王都はプランタス河口付近にあったと思われるが正確な位置は不明である。
アイルランガ王は1041年プチャンガンに「吉祥なる勝利の道場」を意味するシュリーヴィジャヤーシュラマ僧院を建て、プチャンガンのプラサスティ（王の勅令などを刻んだ石碑のこと。しばしば「刻文」と訳される。）を建てた。このプラサスティには、自分がシンドク王のイサナ家を継ぐものであって、シンドク王や義父ダルマヴァンシャ王がなしえなかったジャワ東部に本拠を置く統一王権を確立したことを刻ませた。
東部ジャワの統一を完成したアイルランガ王が次におこなったのは、プランタス川の農業開発にからんだ治水事業と海外交易の振興であった。1037年に刻まれたカマラギャンのプラサスティには、王がプランタス川下流のワリンギン・サプタに堤防や池を築かせた記事をみることができる。アイルランガ王は、プランタス川下流にすむ住民たちを総動員し、堅固な堤防や池を築かせて、彼らに減税を交換条件として堤防の維持管理を義務付けた。この本格的な堤防によって、それまで洪水によって被害を受けてきた水田や集落が守られるようになり、池は水田の灌漑に活用され、生産力が増大した。また、マス川河口のスラバヤ付近にあったと推定される港町フジュン・ガルに住むジャワ島外からきた商人や商船の船長たちも上流へ商品や物資の運搬が可能になったことでこの堤防の完成を歓迎した。堤防は、「大王の堤防（堰堤）」と呼ばれ、王がたたえられたという。また、アイルランガが刻ませた1021年のチャネのプラサスティ、1036年のトゥルン・ヒヤン A プラサスティ、パカタンのプラサスティにどの国から商人たちがジャワへ来ていたか知ることができる。北インド、カリンガの出身者、スリランカのシンハラ人、南インドのドラヴィダ人、パーンディヤ朝やケララ地方の出身者、チャンパー王国の出身者、クメール王国の出身者が来航していたことが確認できる。また、アイルランガの「クディリ」王国がフジュン・ガルのほかに、現在のトゥバン付近にカンバン・プティー港をもっていたことが、11世紀後半のカンバン・プティーのプラサスティから知ることができる。
これらのプラサスティの銘文から、アイルランガ王が海外交易に強い関心をもち、推進しようとしたことがうかがわれる。これらのプラサスティには、中国人に関する記述がなく、中部ジャワの古マタラムやシャイレーンドラ朝時代には、さかんに交易を行っていたのとは対照的である。中国との交易が本格化するのは、12世紀前半の南宋成立前後からであり、それまでは、中国とは直接つながりはなく、交易相手はチョーラ朝やパーンディヤ朝、スリランカなどのインド諸国であり、中国とは結果的にクメール人やチャム人の商人を仲介して間接的に交易を行っていたのかも知れない。
また特筆すべきアイルランガ時代の特徴は、以後のクディリ王にも受け継がれることになる文芸の保護である。彼の治世の代表作として『アルシュナウィワーハ』すなわち、「アルシュナの婚礼」と呼ばれるカカウィンという形式の古ジャワ語による叙事詩が作られた。これは、『マハーバーラタ』第3巻「森の巻」に掲載された短いエピソードを素材につくられた作品である。
バーンダウ兄弟の一人アルシュナは、修行の末に、神々から強力な武器を授かり、天国に侵入してきた怪物ニルワタカワチャを退治して、その報酬として天女スプラタと結婚し地上へ帰ってくるという物語であり、アイルランガ王自身が苦難と戦いを乗り越えて王国の統一を完成するという人生の比喩であり、アイルランガ王の結婚を祝福し、王国の統一の完成を賛える意味を込めて作られた作品と考えることができる。なお、作中の主人公のセリフには、ジャワの伝統芸能として現在までも伝わるワヤン・クリ(ット)（人形影絵芝居）が当時から行われていたことを示唆するセリフが見られる。
アイルランガ王は、1042年に出家するが政治の実権は握り続けた。彼には5人のこともがいたが後継者の本命だった王女、シュリー・サングラマヴィジャヤは苦行者になることを望んだため、王国を分割せざるを得なかったと伝えられる。アイルランガ王が晩年に王位継承争いを防ぐためにカフリバンに都をおきプランタス川河口付近を支配するジャンガラ王国と内陸のクディリに都を置くパンジャル王国に分割した年代については、プナングンガン山にあるチャンディ＝ブラバンにあるアイルランガ王の似姿を刻んだヴィシュヌ神像の紀年銘が王の死去した年と考えられる1049年であって、それ以前とされてきたが、マジャパヒト王国時代に編纂された年代記『デーシャワルナナ』の新写本が発見されて、1052年のできごととして記述されていたため、この年代以降に王が死去したと考える研究者もいる。